# Laurent Larivière
Laurent Larivière (n. Montpellier, 14 de mayo de 1972) es un director y guionista francés.

## Filmografía

### Largometrajes
- 2015 - Soy un soldado (director)
- 2019 - Pearl de Elsa Amier (como guionista)
- 2020 - Presqu'île de Lionel Baier (como guionista)
- 2021 - À propos de Joan (director y guionista)

### Cortometrajes
- 1999 - L'un dans l'autre, 10 minutos
- 2006 - J'ai pris la foudre, 20 minutos
- 2010 - Au bout des branches, 22 minutos
- 2010 - Les Larmes, 26 minutos
- 2011 - Les Élus de la terre, 30 minutos
- 2014 - Tous les adultes ne sont pas méchants, 26 minutos

#### Como colaborador artístico
- 2002 - Alice de Sylvie Ballyot, 48 minutos

### Televisión

#### Como guionista
- 2018 - Sirius de Frédéric Mermoud (película para televisión), colección Ondes de choc (TSR / Arte).